# دوري كرة القدم الغربي 1995–96
دوري كرة القدم الغربي 1995–96 (بالإنجليزية: 1995–96 Western Football League)‏ هو موسم من دوري كرة القدم الغربي ‏. فاز فيه نادي تاونتون تاون ‏.